# غورو (فلم هندي)
غورو (بالإنجليزية: Guru) هو فيلم سيرة ذاتية درامي هندي من إنتاج عام 2007، مبني على قصة حياة ظهير أمباني، رجل الأعمال الذي أسس ريلاينس إندستريز. الفيلم من إخراج ماني راتنام، وبطولة كلًا من أبهيشيك باتشان وآيشواريا راي ومادهافان وفيديا بالان وأريا بابار وميثون تشاكرابورتي. وتشارك أيضًا ماليكا شيرويت في ظهور شرفيّ. والموسيقى التصويرية لأي.أر. رحمان. دبلج الفيلم إلى اللغة التاميلية واللغة التيلوغوية. صدر الفيلم يوم 12 يناير 2007.

## القصة
تبدأ أحداث الفيلم في عام 1951 في قرية صغيرة تدعى إيدار في منطقة ساباركانثا، شمال ولاية كجرات، حيث يحلم شاب يدعى جوروكانت ديساي بأن يصبح رجلاً عظيماً ذات يوم. ويخبره والده كانتيلال، مدير مدرسة القرية، بألا يحلم وأن الأحلام لا تتحقق أبداً. ويقرر جورو الذهاب إلى تركيا ودخول تجارة التوابل، ثم العمل في وظيفة يدوية مع شركة بورما شيل؛ وفي وقت لاحق، يتم ترقيته ولكنه يرفض الوظيفة، لأنه يريد أن يعمل لنفسه. ويعود جورو إلى قريته؛ ويتزوج من سوجاتا، ويرجع ذلك في الأساس إلى المهر الذي تجلبه له. ويهاجر جورو مع سوجاتا وشقيقها جيجنيش إلى بومباي ويبدأ في تجارة القماش. ويوسع أعماله تدريجياً وينشئ وحدات تصنيع خاصة به تحت اسم "شركة شاكتي".
"ناناجي" مانيك داسجوبتا، الذي ينشر صحيفة "سواتانترا" ("الإندبندنت")، يعامل جورو كابنه. ينظر إليه جورو باعتباره شخصية الأب التي دعمته خلال أيامه الأولى من النضال في بومباي. كما أنه يطور صداقة قوية مع مينو، حفيدة ناناجي. تصاب مينو بالتصلب المتعدد عندما تكبر وتبدأ في استخدام كرسي متحرك.
مع نمو أعمال جورو لتصبح واحدة من أكبر الأعمال في الهند، فإنه يسعى بلا رحمة إلى النجاح، وينخرط في أنشطة مثل تهريب أجزاء الآلات لمصانع البوليستر الخاصة به، وتصنيع السلع بشكل غير قانوني، والتلاعب بالأسهم لتحقيق ربح أعلى. ومع ذلك، عندما يعلم ناناجي أن وسائل نجاح جورو ليست صادقة دائمًا، يقرر هو ومراسل صحيفته، شيام ساكسينا، فضح طرق جورو الفاسدة بشكل متزايد.
يتسبب ضغط معركته مع الصحيفة في إصابة جورو بسكتة دماغية، ويصاب بالشلل في جانبه الأيمن. وفي الوقت نفسه، تضعف مينو، التي تزوجت الآن من شيام، ببطء بسبب مرضها وتموت في النهاية. في النهاية، تم إحضار جورو أمام لجنة تحقيق حكومية خاصة في 16 أكتوبر 1980 للدفاع عن نفسه ضد التهم الموجهة إليه. ومع ذلك، في اليوم التالي قبل الحكم، أخبر القضاة والصحافة أنه قروي عادي لا يفهم حتى معنى ضريبة الاستهلاك والجمارك وضريبة المبيعات. كل ما يعرفه هو عمله؛ ومع ذلك، حرص النظام الفاسد على التأكد من أن القروي لا يصبح رجل أعمال ثريًا. ونتيجة لذلك، كان عليه الانغماس في ممارسات فاسدة من خلال تقديم الرشاوى أو إخضاع البيروقراطيين والوزراء. بعد إدراك نواياه وإمكاناته والفساد المستشري في النظام، اضطر القضاة إلى تبرئته من 27 من أصل 29 تهمة موجهة إليه. تم اتهامه بغرامة قدرها 6.3 مليون روبية (ما يعادل 100 مليون روبية أو 1.6 مليون دولار أمريكي في عام 2016) و 96000 روبية (ما يعادل 1.6 مليون روبية أو 24000 دولار أمريكي في عام 2016) عن التهمتين الموجهتين إليه، والتي تم إثباتها، وتم السماح له بالعودة إلى شركته. ينتهي الفيلم بإخبار جورو لمساهمي شاكتي أن والده كان مخطئًا لأنه قال إن الأحلام لا تتحقق، لكنهم جميعًا الآن جزء من أكبر شركة في الهند. يسألهم جورو عما إذا كان يجب عليهم التوقف. يرفض المساهمون ويقررون أن يكونوا أكبر شركة في العالم بدلاً من ذلك.

## طاقم التمثيل
- أبهيشيك باتشان بدور غوروكانت "المعلم" ديساي (مقتبس من ديروباي أمباني)
- ايشواريا راي في دور سوجاتا "سوجو" ديساي (مقتبسة من كوكيلابين أمباني)
- ميثون تشاكرابورتي بدور "ناناجي" مانيك داسجوبتا (مقتبس من رامناث جوينكا وبانالال داسجوبتا)
- آر. مادهافان بدور شيام ساكسينا (استنادًا إلى سواميناثان جورومورثي)
- فيديا بالان بدور ميناكشي "مينو" ساكسينا (اسمها قبل الزواج داسغوبتا)
- روشان سيث بدور القاضي ثابار
- ماليكا شيراوات في ظهور ضيف بدور تشامبا، الراقصة في أغنية "مايا مايا"
- آريا بابار بدور جيغنيش (مقتبس من تشامباكلال داماني)
- أرجان باجوا كمقاول أرزان
- راجندرا جوبتا بدور والد جورو كانتيلال ديساي
- ساريتا جوشي بدور زوجة أبي جورو
- ساشين خيديكار بدور والد سوجاتا
- سودهير باندي بدور ماثورا داس
- نينا كولكارني بدور تولسيبين، والدة سوجاتا
- براتاب ك. بوثان بدور كيه آر مينون آي إيه إس.
- دارشان جاريوالا بدور أمين الصندوق أناند باليكار
- سانجاي ميشرا بدور تشاغان، كبير معلمي تركيا
- مانوج جوشي بدور غانشيام داس
- دريتيمان تشاترجي كمقاول
- سانجاي سواراج بدور شقيق المعلم
- تي. إم. كارثيك كطبيب
- أنوشكا دانترا وأشوي دانترا في دور ديشا ديساي ودريشتي ديساي، ابنتا جورو التوأم
- سونيل أغاروال في دور أشوك أغاروال
- مراد علي
- رافيبراكاش في دور بهانو باتل (بالصوت)
- صني سوبرامانيان بدور المعلم الشاب
- موكيش بهات في دور رملال

## روابط خارجية
- مقالات تستعمل روابط فنية بلا صلة مع ويكي بيانات